# Organito de la tarde
Organito de la tarde es un tango creado en 1923 cuya letra pertenece a José González Castillo en tanto que la música es de su hijo Cátulo Castillo, que en 1924 obtuvo el tercer premio en un concurso y al año siguiente fue estrenado por Azucena Maizani en una obra teatral y grabado por Carlos Gardel  con acompañamiento de guitarras para la discográfica Odeon. La letra fue agregada en 1925 a pedido del compositor y refleja una imagen nostálgica simbolizada en el organito. 

## Los autores
José González Castillo (Rosario, 25 de enero de 1885 - Buenos Aires, 22 de octubre de 1937) fue un conocido dramaturgo, director de teatro, libretista de cine y letrista de tango argentino. Entre el centenar de obras de teatro que escribió se destacan El Parque, La mujer de Ulises Luiggi, La serenata, Los invertidos, La mala reputación, escrita en colaboración con José Mazzanti y Los dientes del perro con Alberto T. Weisbach. Escribió tangos muy difundidos luego, como Sobre el pucho (1922), sobre música de Sebastián Piana, Silbando (1923), Griseta (1924) y Organito de la tarde. Fundó la Universidad Popular de Boedo, la segunda universidad popular de Argentina, donde estudiaron miles de alumnos durante más de veinte años. En su homenaje se le dio su nombre a la esquina SE de San Juan y Boedo.

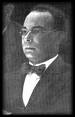
José González Castillo

Cátulo Castillo (Buenos Aires, Argentina, 6 de agosto de 1906 - ídem, 19 de octubre de 1975) cuyo nombre completo era Ovidio Cátulo González Castillo, fue un conocido poeta y compositor argentino de tango. Fue autor, entre otros, de los famosos tangos: Organito de la tarde, El aguacero (con letra de José González Castillo), Tinta roja y Caserón de tejas-(vals), (ambos con música de Sebastián Piana), María y La última curda (música de Aníbal Troilo, a la izquierda en la fotografía), El último café (año 1963, con música de Héctor Stamponi). El tango La calesita que compusiera con Mariano Mores inspiró el filme del mismo nombre dirigido en 1962 por Hugo del Carril.

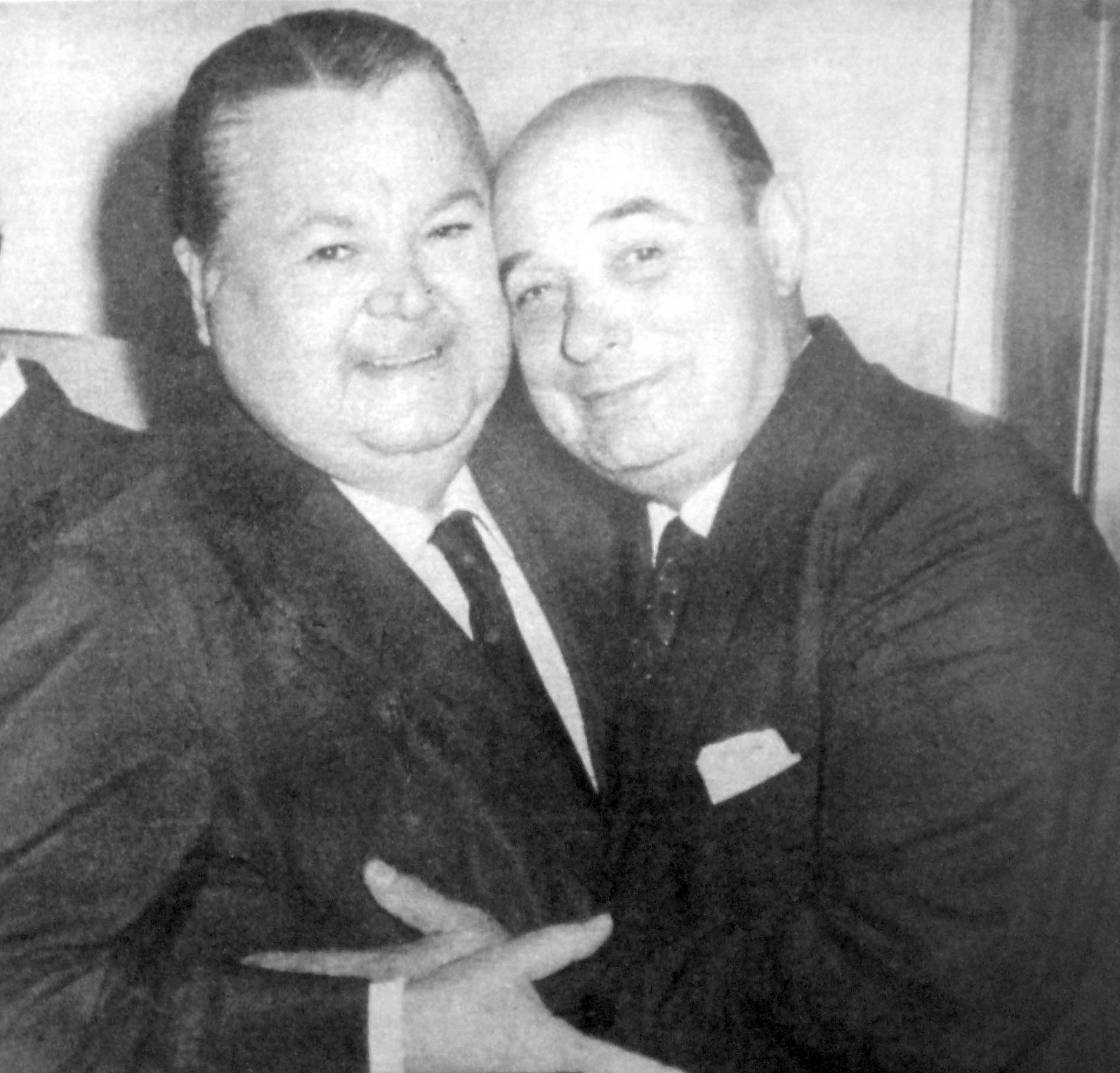
Cátulo Castillo a la derecha en la fotografía, junto a Anínal Troilo

## El organito
El organillo, denominado ‘organito’ en Argentina, Chile, Uruguay y otros países de Iberoamérica  es un instrumento musical portátil que surgió en Asia en la Edad Media, llegó a Europa en la primera mitad del siglo XVIII y se popularizó en el siglo XIX a medida que se fue convirtiendo en un instrumento ambulante. Es un instrumento que puede ser tocado con los pies. Para producir música solo hace falta girar un manubrio que hace mover sobre su eje a un cilindro que contiene unas púas de diferentes formas y tamaños que mueven a su vez a unos macillos que repercuten en las cuerdas de piano que se sitúan en el interior de un cajón haciéndolas sonar. Cada rodillo solía tener 10 temas diferentes. En los instrumentos modernos la selección de la pieza se efectúa mediante una varilla con muescas, cada una corresponde a una partitura. El instrumento se traslada cargado por el hombre, montado sobre ruedas o sobre un carro con caballo. Son de madera, bambú o latón y llegan a pesar hasta 50 kilos. 
Por su facilidad de manejo, fue un instrumento popular que convivió con el piano e incluso con los gramófonos, sustituyéndolos en las fiestas populares. Era un instrumento tradicional en las verbenas de Madrid, en algunas de las cuales aun se utiliza.
Se lo puede considerar como uno de los medios por los que –especialmente antes de la generalización de la radiofonía- se difundía el tango, en varias de cuyas letras es nombrado, como en Sobre el pucho, de González Castillo,  El porteñito, Organito de la tarde, Ventanita de arrabal de Pascual Contursi y El último organito.. 
Escritores argentinos como Jorge Luis Borges o Ernesto Sabato lo incluyeron en su obra con esa denominación, si bien Evaristo Carriego, que los precedió cronológicamente, permaneció apegado a la palabra "organillo". Ya en el siglo XXI, el escritor hispano-argentino Andrés Neuman lo incluye en El viajero del siglo, ganadora del Premio Alfaguara de Novela en 2009.
La mención del organito en la poesía porteña estuvo siempre ligada a la nostalgia, incluso - curiosamente - en la época en que era absolutamente común encontrarlos por las calles de la ciudad. Esa visión nostálgica evocadora de tiempos pasados tuvo también el efecto no buscado de ocultar la importancia del organito como elemento fundamental para la difusión del tango.

## Historia
En 1924 estaba en plena difusión la discográfica  ‘Nacional’ –perteneciente a la compañía fonográfica propiedad de Max Glücksmann y decidió realizar  concursos de tangos entre autores y compositores. El primero se desarrolló ese año en el cine-teatro ‘Grand Splendid’, ubicado en la avenida Santa Fe. Los tangos competían solamente por los méritos de su música, sin incidir la letra aunque la tuviesen. Las obras, inéditas, eran presentadas a la empresa ‘Glücksmann’ firmadas por sus propios autores, y tras una selección previa realizada por su dirección artística eran ejecutados en la sala por la orquesta de Roberto Firpo sin cantor. Luego de cada función el público votaba escribiendo en un talón que llevaba adherido cada entrada el nombre de su elegido, que luego depositaba en una urna a la salida de la sala; los ganadores pasaban a la ronda siguiente hasta que en una función final se definían los triunfadores.
José González Castillo le confió a Francisco García Jiménez que desde la primera rueda había comprado una cantidad de entradas en cada función en que competía Organito de la tarde para, en tal forma, sumar esos votos para su tango. Esto lo pudo hacer hasta la rueda final porque al llegar a la boletería encontró que había pocas localidades disponibles y esa noche la votación estableció los ganadores: los dos primeros fueron para las figuras del género más populares del momento entre el elenco de Nacional, primero  Sentimiento gaucho, de Francisco y Rafael Canaro y segundo Pa que te acordés, de Francisco Lomuto, quedando el tercer premio para Organito de la tarde. Tiempo después González Castillo supo que a las familias habitués les daban las entradas sin el talón del voto y que además la compañía organizadora se había reservado una considerable cantidad de entradas con cuyo voto podían decidir el concurso.

## Estreno y difusión
El tango fue estrenado por Azucena Maizani en 1925 como parte de la revista La octava maravilla que representaba la compañía de Héctor Quiroga en el Teatro San Martín con un elenco en que estaban, entre otros, Carlos Morganti, Tomás Simari y Ada Falcón y grabado por la cantante acompañada por la orquesta de Francisco Canaro. El mismo año lo registró Carlos Gardel para Odeon acompañado por los guitarristas José Ricardo y Guillermo Barbieri y, más adelante, hubo otras grabaciones como la de Alberto Marino con la orquesta de Emilio Balcarce para Odeon, 1947;, Enrique Dumas y Roberto Rufino con la orquesta de Armando Cupo para RCA Victor, 1956;  Carlos Di Sarli, Rodolfo Biagi, Mariano Mores y el Quinteto Real.

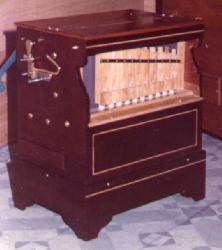
Típico organito porteño.

## Letra
La letra, que fue compuesta  por González Castillo en 1925 a pedido de su hijo, presenta cuatro personajes: al inicio aparecen un rengo y un viejo que recorren las calles con un organito, luego un racconto de las viejas “que todo lo saben” nos hace saber a la manera de los coros de las tragedias griegas que una vez hubo una mujer –compañera del rengo e hija del ciego- que se fue con el cuarto personaje, un forastero “bailarín, buen mozo y peleador que en una milonga compañera y pierna le quitó”. Algunos cantores –Dumas. Marino, Rufino- suprimieron esta última parte en sus versiones.